# Mogurnda cingulata
Mogurnda cingulata är en fiskart som beskrevs av Allen och Hoese, 1991. Mogurnda cingulata ingår i släktet Mogurnda och familjen Eleotridae. Inga underarter finns listade i Catalogue of Life.